# Lestidiops neles
Lestidiops neles är en fiskart som först beskrevs av Harry, 1953.  Lestidiops neles ingår i släktet Lestidiops och familjen laxtobisfiskar. Inga underarter finns listade i Catalogue of Life.